# 2b2t
2b2t（ツービーツーティー、2builders2tools）は、Minecraftのゲームサーバー。チートツールなどが常習される荒らし、ハッキングなど殆どが可能の無秩序な「アナーキーサーバー」である。
2010年12月に始動し、現存するMinecraftサーバーの中でも2番目に古く、始動してから一度もサーバーはリセットされていない。

## 概要
2b2tには実質的にルールや権威が存在しないため、グリーフィングやチート行為は珍しくない。サーバー内のゲーム難易度は「ハード」に設定されており、時間や場所を問わずPvPが可能である。そのため複数のメディアからは「最悪のマインクラフトサーバー」と称されている。2019年までに580,000人を超えるプレイヤーが参加し、ファイルサイズは9テラバイト以上にのぼる。

## 歴史

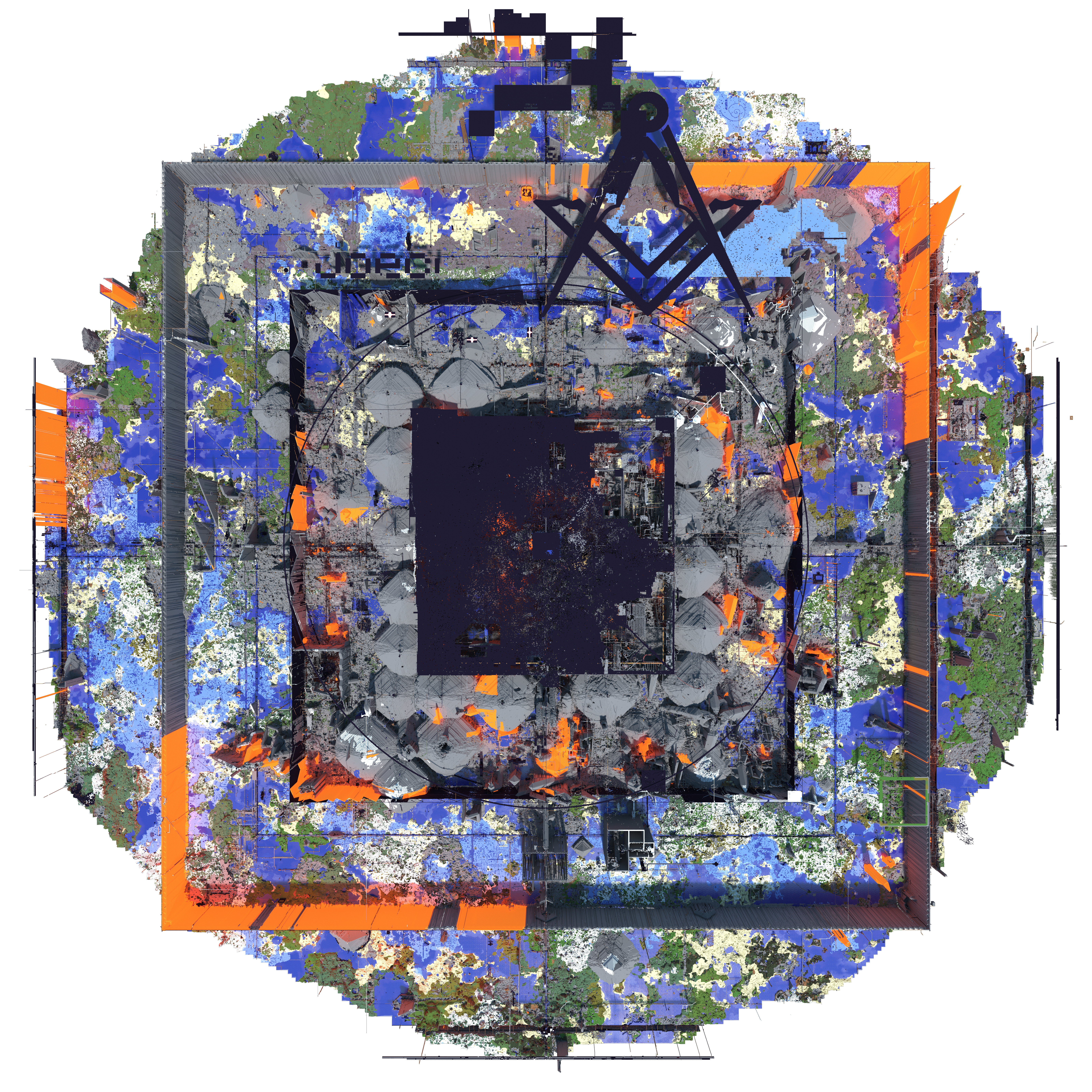
2019年7月時点でのスポーンエリアのレンダリング図。直径4000ブロック内にある巨大な建造物やスポーンメイソンのシンボルマークが見える

Brendan Caldwellがウェブサイト『Rock, Paper, Shotgun』内に書いた記事には、2b2tプレーヤーのJamesRustlesがサーバーの起源について述べている。
基本的なストーリーは、「Garry's Mod」サーバーを運営していた人が、（中略）同じ前提で「Minecraft」サーバーを立ち上げ、それを彼の友人の一人であるHausemasterに託したというものです。
このMinecraftサーバーは、2010年12月下旬匿名利用者によって始動された。最も著名なサーバー主はHausemasterと呼ばれている。ウェブサイト『Vice』のジャーナリストのAndrew Paulが2015年に、このサーバーのオペレーターにメールで質問したところ以下の返答がきた。
特に大きな理由やアイデアはなく、2010年末に私と友人数人がゲームをプレイするための一般的な「Minecraft」のテストサーバーとして始まりました。（中略）しばらくして、どれだけの破壊が可能か確かめるために公開することに決め、インターネット上の様々な場所で宣伝するようになりました。
サーバーが運用され始めてすぐに、4chan、Facepunch Studios、Reddit、などの英語圏のネット掲示板で宣伝され、他のサーバーよりも自由度が高いことから何百ものプレイヤーが2b2tに参加した。別々のネット掲示板から参加したプレイヤー同士が互いの拠点を襲撃するようになっていった。最終的に、サーバーの立ち上げ者はMinecraftをやめてしまったが、その後も活動している。2015年10月にはサーバーのストレージ使用量は800ギガバイト弱、維持費は月90ドルにものぼっている。
2016年6月2日にカナダのYouTuberであるTheCampingRusherが2b2tでプレイした動画をYouTube上にアップロードした。この動画はアップロード後4ヶ月のうちに200万回以上再生され、非常に多くの新規プレイヤーの流入を引き起こした。この突発的な流入によりハードウェアに負荷がかかった。そのため、これを快く思っていなかった一部の古参プレイヤーは、団結して新しいプレイヤーを増やさないように抵抗をした。ある古参プレイヤーは、スポーンエリアを破壊して居住不可能にし、そこから居住可能エリアに移動するのを困難にすることで、新しいプレイヤーの流入を阻止し、別の古参プレイヤーは、TheCampingRusherと彼の視聴者が2b2t内でプレイさせないために、サーバーを過負荷にさせるために設計されたトラップを作成した。TheCampingRusherの動画が削除されることを狙い、映すとYouTubeの利用規約違反となってしまうような性的コンテンツをスポーンエリアやプレイヤーが敷いた道路上に配置するプレイヤーもいた。

## 文化

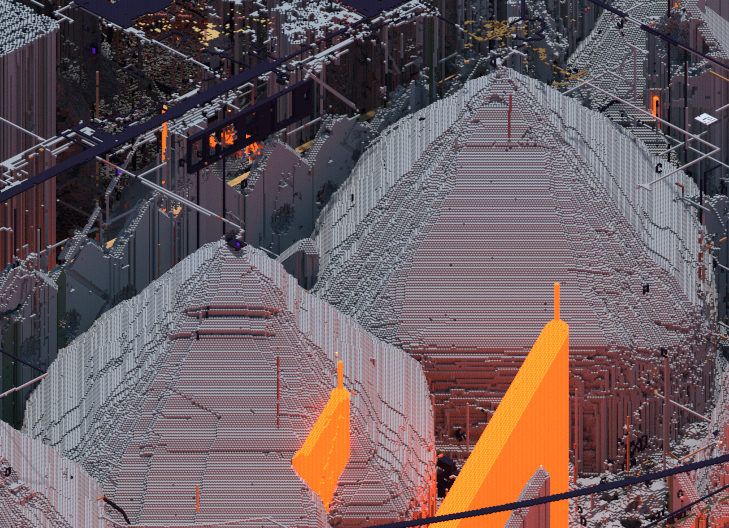
スポーンエリア（左上）から移住可能エリア（右下）への道を塞ぐためにマグマや水を使って構築された2つの「Lava Casts」

2b2tを始めとするアナーキーサーバーは一般に、無愛想かつ虚無的な文化を持っている。基本的に、プレイヤーはサーバー内で生き残るために武装し、何回か死亡することを考慮してプレイしないといけない。2b2tにおいては、「ハード」に設定されたゲーム難易度、プレイヤー同士で戦うことができてしまうルールにより、生存がさらに難しくなっている。長くサーバーで活動しているプレイヤーは、新しいプレイヤーを「newfags」と呼び敵対視することが多く、サーバー全体のチャットでは、荒らし、トラッシュ・トークハッキング、人種差別的な発言や殺害予告、ナチスのプロパガンダなどを含んだスパムがよく行われている。また、性的コンテンツへのリンクが貼られることもある。他のプレイヤーを欺いてトラップの仕掛けられている場所へ誘導するプレイヤーも存在し、このサーバー内では他のプレイヤーを信じてはいけないということが通則となっている。
新しいプレイヤーのスポーンエリア付近にはトラップが意図的に設置されており、溶岩の落とし穴、火や溶岩を使い進行不可能にした地点、また黒曜石を破壊しないと出られないポータルトラップなどがある。一部のプレイヤーは、「Lava Casts」と呼ばれるワールドの高さ制限最大まで積み上げた石ブロックの山を作成し、新しいプレイヤーの進路を妨害している。
時折、数十人のプレイヤーが集まって大規模な基地を作成したり、新しいプレイヤーを大量虐殺したり、他のプレイヤーの基地を破壊する「spawn incursions」と呼ばれる事象が発生する。この2B2T内での最も多い死因は、スポーンエリアから脱出できないことによる飢餓である。
古参プレイヤーは、スポーンエリアから遠く離れた地点を拠点（stash）にしていることが多い。これは、スポーンエリアから離れるほど荒らされておらず、木や動物が存在しているからである。しかし、このサーバー内では荒らしが日常茶飯事となっているため「Rock, Paper, Shotgun」のBrendan Caldwellはこのことを「just a form of weather」と説明している。

## 他のアナーキーサーバー
2b2tを参考にしたアナーキーサーバーは数多く存在する。それらは2b2tなどと同じようにチートが許可されているものや、拠点の破壊、lava castなどは許可されているが、チートが許可されていないサーバー等様々。例としては、「6b6t」や「0b0t」などが存在している。

## レンダリング

2017年後期の2b2tのスポーンエリアのレンダリング。スポーンエリアのさまざまなレイヤーが表示され、破壊活動が中心へと進んでいることがわかる。レンダリングでは、X軸負方向（西向き）に地図の中心から400〜3,000ブロックの範囲で表示されている。
2020年2月の2b2tのスポーンエリアのレンダリング。同じ地点から見た2017年後期のレンダリングと比較して、スポーンエリアの破壊活動が時間の経過とともに大幅に拡大していることがわかる。
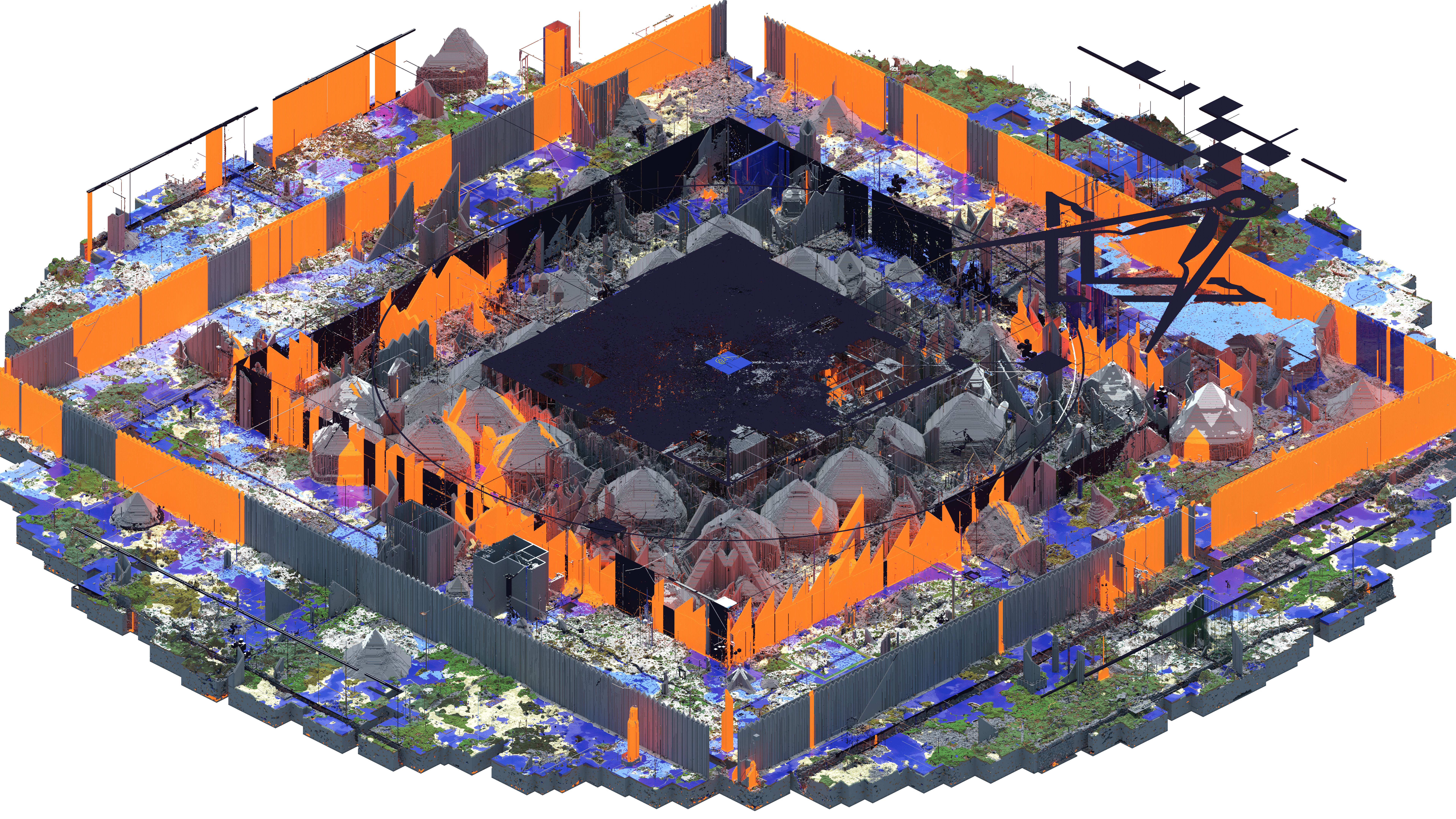
2019年6月の2b2tのスポーンエリアの側面レンダリング。